# Дианская, Наталья Евгеньевна
Наталья Евгеньевна Дианская (7 марта 1989, Навои) — российская волейболистка, центральная блокирующая, мастер спорта международного класса.

## Биография
Наталья Дианская родилась в узбекском городе Навои, в детстве вместе с семьёй переехала в Череповец. Начинала играть в волейбол в череповецкой СДЮСШОР у тренера Татьяны Борисовны Мясниковой, с 2004 года выступала за местную «Северсталь».
В 2005 году в составе юниорской сборной России завоевала серебряную медаль и приз лучшей блокирующей на чемпионате Европы в Таллине, а также выиграла серебро на чемпионате мира в Макао. В 2006 году, выступая за молодёжную сборную, стала самым результативным игроком чемпионата Европы во Франции.
В ходе сезона-2008/09 Наталья Дианская перешла из «Северстали» в краснодарское «Динамо» и помогла своей новой команде завоевать путёвку в Суперлигу. По окончании сезона перешла в «Факел», играла за новоуренгойский коллектив в течение следующих двух лет.
В 2011 году вернулась в «Северсталь», которой предстоял дебют в Суперлиге. В этой команде она также провела два сезона, в чемпионате России-2012/13 после предварительного этапа имела четвёртый среди всех игроков турнира показатель по количеству очков, заработанных на блоке. По итогам чемпионата «Северсталь» покинула элитный дивизион, Наталья Дианская подписала контракт с краснодарским «Динамо».
Тем временем Юрий Маричев вызвал Наталью в сборную России. Летом 2013 года она стала серебряным призёром турнира «Монтрё Волей Мастерс», победительницей Кубка Ельцина и Универсиады в Казани. 11 августа в Екатеринбурге на турнире Гран-при провела первый официальный матч за сборную России, а в сентябре выиграла в её составе чемпионат Европы.
В сезоне-2014/15 в составе краснодарского «Динамо» выиграла Кубок России с призом лучшей блокирующей «Финала шести», Кубок Европейской конфедерации волейбола и серебряную медаль клубного чемпионата мира.